# MKP Słowianka Gorzów Wielkopolski
MKP Słowianka Gorzów Wielkopolski – polski klub pływacki z siedzibą w Gorzowie Wielkopolskim.

## Historia klubu
Historia klubu pływackiego w Gorzowie Wielkopolskim sięga 1959 roku. Początkowo była to sekcja pływacka Klubu Sportowego Unia Gorzów Wielkopolski, a następnie ZKS Stilonu. W 1996 roku w wyniku podziału ZKS Stilonu powstał Miejski Klub Pływacki „Gorzów”, który w roku 2002 zmienił nazwę na Miejski Klub Pływacki „Słowianka” Gorzów Wielkopolski. 
Początkowo działał jako klub dwusekcyjny – pływania i piłki wodnej, a obecnie tylko jako klub pływacki. 
Klub działa przy Centrum Sportowo-Rehabilitacyjnym Słowianka. Jego pierwszym prezesem był ówczesny prezydent miasta Gorzowa Wielkopolskiego – Tadeusz Jędrzejczak. Od 2005 roku klub współpracuje z utworzonym Zespołem Szkół Sportowych (który w 2015 roku zmienił się w Zespół Szkół Mistrzostwa Sportowego), gdzie szkoli pływaków we wszystkich kategoriach wiekowych.

## Osiągnięcia

### Pływanie
Krajowe
Mistrzostwa Polski
- 1. miejsce: 2010, 2011
- 2. miejsce: 2009
- 3. miejsce: 2009

### Piłka wodna[2]
Krajowe
Mistrzostwa Polski
- 2. miejsce: 1997, 2000, 2002, 2003
- 3. miejsce: 1998, 2001

Młodzieżowe
Mistrzostwa Polski juniorów
- 1. miejsce: 1997, 1998, 1999, 2000, 2001, 2002
- 2. miejsce: 2003, 2004

## Pływacy

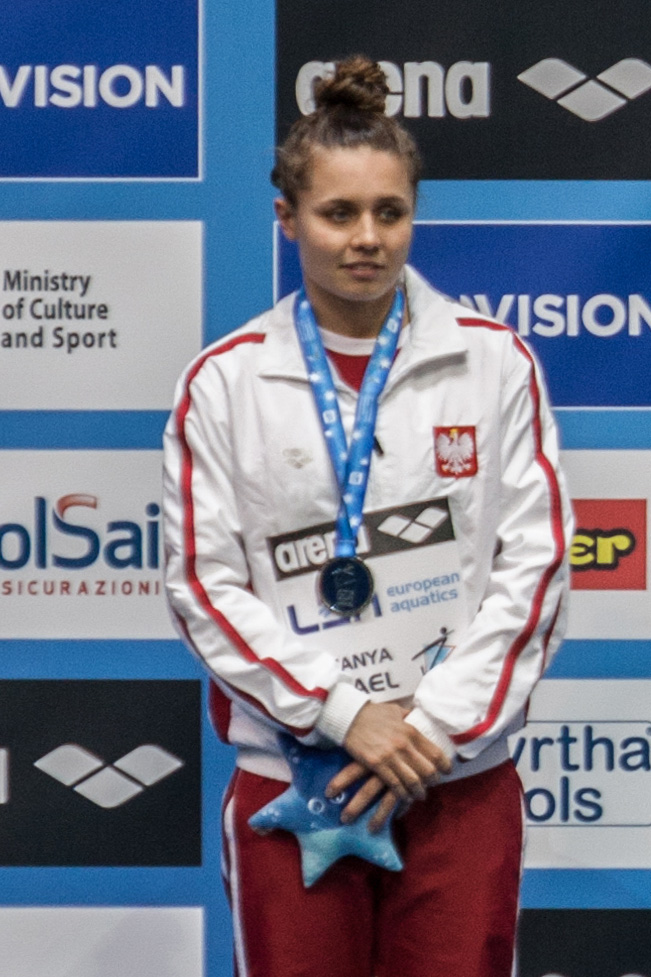
A. Tchórz, zawodniczka MKP Słowianki w latach 2009–2011